# Lycodes akuugun
Lycodes akuugun és una espècie de peix de la família dels zoàrcids i de l'ordre dels perciformes.

## Morfologia
- Els mascles poden assolir 32,4 cm de longitud total.
- Nombre de vèrtebres: 113-120.[4]

## Hàbitat
És un peix marí, de clima temperat i demersal que viu entre 121-460 m de fondària.

## Distribució geogràfica
Es troba al Pacífic nord-oriental: les Illes Aleutianes.

## Observacions
És inofensiu per als humans.